# Pret a Manger
Pret a Manger es una cadena británica de comida rápida especializada en comida orgánica y en la preparación de sándwiches.

## Historia
El primer local de Pret a Manger fue inaugurado en Hampstead, Londres, en 1984 por Jeffrey Hyman. El nombre Prêt à Manger (traducido del francés como listo para comer) fue acuñado por la hermana de Hyman, quien transformó la expresión francesa de prêt-à-porter en prêt-à-manger. 
El establecimiento se cerró un año después de su inauguración, cuando el edificio donde se localizaba estaba reconstruyéndose. Después de 18 meses fue vendido a Sinclair Beecham y Julian Metcalfe gracias a David Rubin, amigo de Hyman.
Beecham y Metcalfe tenían poca experiencia en los negocios. Sin embargo, lograron abrir una sucursal cerca de la Estación Victoria, Londres. En 2001, la franquicia estadounidense McDonald's compró el 23% de las acciones de la empresa, vendiéndolas a la Bridgepoint Capital en 2008. Bridgepoint se encargó de sacar adelante a la franquicia, consiguiendo abrir 374 locales por toda la ciudad e incluso en el extranjero, ganando cerca de £377 millones de libras en 2011.

## Productos
El menú del Pret a Manger incluye sándwiches, baguettes, postres, patatas fritas y productos de bollería y panadería, así como sushi, ensaladas, sopas y pasteles.
La compañía hace hincapié en el uso de ingredientes naturales y orgánicos, empleándolos en todos los bocadillos preparados. También se han comprometido con el medio ambiente, envasando sus productos en cartón reciclado en lugar de bolsas o envases de plástico.